# Thomas Magister
Thomas Magister, ou Thomas Magistros, ou encore Theodoulos Monachos, est un philologue, rhéteur, moine et théologien byzantin, né à Thessalonique, probablement dans les années 1270, encore vivant en 1346.

## Biographie
Né à Thessalonique, Il enseigna longtemps dans la ville, où il eut sans doute pour élève Démétrios Triclinios. Dans les années 1314-1318, il se rendit à Constantinople pour plaider la cause de Chandrènos, commandant militaire de Thessalonique victime d'une disgrâce, auprès de l'empereur Andronic II et du Grand Logothète Théodore Métochite. Il fit d'autres séjours dans la capitale, et prononça au moins deux discours au Palais impérial en présence de l'empereur Andronic II. Il connut aussi Nicéphore Grégoras, avec qui il échangea une correspondance. A une date inconnue, il abandonna l'enseignement profane et se fit moine à Thessalonique sous le nom de Théodule. Il termina sa vie dans cette ville.

## Œuvres
Il est l'auteur:
- d'un recueil par ordre alphabétique (dictionnaire) de mots et expressions attiques, tirés des ouvrages de Phrynichos, Ammonios, Hérodien, et Moeris. Écrit en 1310, il fut publié pour la première fois à Rome en 1517, et édité de nouveau en 1832 à Halle par Friedrich Ritschl, et à Leipzig par Jacobitz en 1833.
- de scholies sur Eschyle, Sophocle, Euripide et Aristophane.
- de discours et de lettres, parmi lesquels on remarque une dispute entre les pères de Cynégire et de Callimaque ; deux discours sur les devoirs des rois ; une défense du général byzantin Chandrenos ; une lettre sur la cruauté des Turcs en Thessalie et en Macédoine ; une lettre de félicitations à Théodore Métochitès  ; et un panégyrique du roi de Chypre.

L'attribution de certaines scholies à Pindare a été discutée, entre lui et Demetrius Triclinius.

### Dictionnaire des noms et verbes attiques
On conserve de lui un Dictionnaire des noms et verbes attiques, tiré en grande partie des lexiques de Philémon, de Phrynichos et d'Ælius Mœris, et qui rencontra un vif succès à en juger par le nombre des manuscrits. 

### Commentaires/Scholies
Les éditions de textes anciens réalisées par Thomas Magistros sont bien moins élaborées que celles de Maxime Planude et Démétrios Triclinios: il se contente à chaque fois d'un ou d'un petit nombre de manuscrit(s) sans chercher à en consulter le plus grand nombre possible, et conserve souvent des textes évidemment corrompus. Ses commentaires portent surtout sur la grammaire des textes et sur les mots rares, pratiquement pas sur la métrique. Il a commenté Pindare (toutes les Olympiques et les quatre premières Pythiques) et accompagné son édition d'une Vie du poète. Il a aussi commenté cinq des sept tragédies conservées de Sophocle, mais pour Eschyle, Euripide et Aristophane il ne s'est occupé semble-t-il que des « triades scolaires » traditionnelles (Les Perses, Les Sept contre Thèbes et Prométhée enchaîné pour le premier; Hécube, Oreste et Les Phéniciennes pour Euripide, mais Magistros écrivit de celui-ci une Vie réutilisée par Démétrios Triclinios dans sa grande édition; Les Grenouilles, Les Nuées et Plutus pour Aristophane). Il a également produit des scholies sur les lettres de Synésios.
Dans le domaine de l'exégèse biblique, il est l'auteur de Commentaires sur les miracles de l'Ancien et du Nouveau Testament

### Lettres et discours
Le manuscrit Vatic. gr. 714 fut apparemment copié pour Thomas après son entrée au monastère et corrigé par lui; il rassemble dix-neuf de ses discours et lettres. Dans le domaine rhétorique, on conserve de lui deux éloges de saints (Éloge de saint Jean-Baptiste et Éloge de saint Grégoire de Nazianze).
Trois textes en rapport avec l'« affaire Chandrènos » nous sont parvenus: d'une part, un Plaidoyer pour Chandrènos; d'autre part, un Discours au Grand Logothète Théodore Métochite, en fait éloge rhétorique du ministre pour le remercier de son intervention auprès de l'empereur en faveur de Chandrènos; enfin, une lettre adressée à un moine nommé Isaac où est racontée la délégation à Constantinople. 
On possède aussi: un discours (ou lettre) Au très saint patriarche Niphon, que Magistros semble avoir connu personnellement; un autre Au Grand Stratopédarque Ange, et  un Éloge de Jean Cantacuzène, Grand Domestique et commandant des armées byzantines, tous deux félicités pour leurs succès militaires; un Discours aux Thessaloniciens, sur la concorde. 
Dans la correspondance plus privée, on possède: trois autres lettres à Métochite; une à Nicéphore Grégoras; une à Joseph le Philosophe, savant moine de Thessalonique, lettre assez longue où sont évoquées les atrocités commises par les mercenaires catalans en Macédoine et où est loué le courage du général Chandrènos; deux au sacellaire Tricanas, qui nous renseigne sur une grave maladie de Magistros; une à un moine Hiérothée, qui montre que Magistros prit parti contre l'hésychasme. 
On relève aussi deux discours prononcés devant l'empereur Andronic II: l'un est intitulé Sur la monarchie (Περὶ βασιλείας), l'autre Sur l'État (Περὶ πολιτείας); Thomas y proclame le devoir des souverains de favoriser la diffusion de l'instruction dans la société, y compris dans les classes laborieuses, en s'assurant de l'existence d'écoles dans toutes les villes; dans le premier, il condamne aussi la vénalité des offices et les hausses exagérées d'impôts, et dans le second il souligne la nécessité de faire en sorte que chaque citoyen ait un métier et reçoive une juste rémunération pour son travail. On conserve également des déclamations (μελέται): deux déclamations inspirées de Polémon de Laodicée, une autre intitulée Plaidoyer en faveur des Olynthiens, et deux qui sont fondées sur le Contre Leptine de Démosthène (Contre Démosthène sur l'exemption fiscale et Pour la vue opposée, en faveur de l'exemption fiscale).